# William Bergsma
William Laurence Bergsma (1. april 1921 – 18. marts 1994 i Seattle) var en amerikansk komponist.
Bergsma studerede hos Howard Hanson og Bernard Rogers på Eastman School of Music og Stanford University.
Han underviste på Julliard School of Music og senere på University of Washington. Blandt hans elever er blandt andre Philip Glass og Karl Korte.
Bergsma komponerer i en lyrisk kontrapunktisk stil. Han har skrevet 2 symfonier, operaer, orkesterstykker og stykker for forskellige instrumenter.

## Udvalgte værker
- Symfoni nr. 1 (1949) - for orkester
- Symfoni nr. 2 "Rejser" (1976) – for violin, kor og orkester
- "En julesang på tolvte nat" (1954) -  for orkester
- "Kamæleon variationer" (1960) – for orkester
- "Fejring" (1962) – for orkester
- Violinkoncert (1965) - for violin og orkester
- "Martin Guerres kone" (1956) – opera
- "Mordet på Comrade Sharik" (1973) – opera
- "Tangenter" (1951) – for klaver
- "Variationer" (1984)– for klaver
- Koncert (1958) - for blæserkvintet
- "March med Trompeter" (1956) - for band
- "Coelacanth´s stemme'" (1981) – for valdhorn, violin og klaver
- "Fantastiske variationer på et tema over "Tristan and Isolde" (1961) – for bratsch og klaver